# Yuki Tsuchihashi
Yuki Tsuchihashi (土橋 優貴 Tsuchihashi Yuki?), född 16 januari 1980, är en japansk tidigare fotbollsspelare.
Yuki Tsuchihashi spelade 4 landskamper för det japanska landslaget. Hon deltog bland annat i Asiatiska mästerskapet i fotboll för damer 2001.